# Eberhard Thiem
Eberhard Thiem (* 14. März 1939; † 21. Oktober 2022) war ein deutscher Fotograf, Filmemacher und Sachbuchautor.

## Wirken
Fotografiert und gefilmt hat er hauptsächlich altägyptische Kunstwerke und Artefakte, besonders in den Königsgräbern im Tal der Könige in Ägypten und in fast allen Museen für altägyptische Kunst (Kairo, Hildesheim u. a.). Daher ist er Fotograf vieler Katalogabbildungen in Ausstellungskatalogen (z. B. Wien, Völklingen).
Eberhard Thiem hat mehrere Filme für die Sendereihe Terra X geschaffen. Einer dieser Filme, Der Fluch des Pharao wurde 2012 von den Fernsehzuschauern auf Platz 2 der Terra X-Wunschfilme gewählt. Dieser Film erregte 1986 Aufsehen, als er die wahren Hintergründe einer Kette mysteriöser Todesfälle aufdeckte. Für die Kreuzfahrt des Odysseus von 1990 segelte das Fernsehteam sieben Wochen auf den Spuren des griechischen Helden und rekonstruierte dessen legendäre Irrfahrt.
Er ist, zusammen mit dem Ägyptologen Hans Wolfgang Müller, Mitautor und Herausgeber des Standardwerkes Die Schätze der Pharaonen: der Geschichte von Kunstwerken aus Gold und Schmuck im Alten Ägypten. Das Sachbuch wurde in mehrere Sprachen übersetzt.
Eberhard Thiem war Mitorganisator der Ausstellung PharaonenGold im UNESCO-Weltkulturerbe Völklinger Hütte im Saarland (18. Mai 2019 bis 26. April 2020 / 120.000 Ausstellungsbesucher).

## Filmografie
- 1982, Terra X: Rätsel alter Weltkulturen
- 1986, Terra X: Der Fluch des Pharao – Das Geheimwissen der alten Ägypter[1]
- 1988, Terra X: Das Mysterium des Shiva[6] – Heilige Männer in Indien und Heilige Männer in Indien – Dämonen auf dem Dach der Welt[7]
- 1989, Hindu ascetics, Princeton, NJ : Films for the Humanities[8]
- 1990, Terra X: Kreuzfahrt mit Odysseus – Im Kielwasser eines Mythos Teil 1: Von Troja zur Insel des Windes[9]; Teil 2: Die Heimkehr des Abenteurers[10]
- 1992, Terra X: Vom Fluch des Pharao zur Königin von Saba[11]

## Schriften
- Hans Wolfgang Müller, Eberhard Thiem: Die Schätze der Pharaonen. Battenberg Verlag, Augsburg 1998, ISBN 3-89441-417-0[12]; idem, Gold of the Pharaohs. Cornell University Press, Ithaca 1999, ISBN 0-8014-3725-3; idem, Gold of the Pharaohs. London 1998; idem, The Royal Gold of Ancient Egypt. London 1998, ISBN 1-86064-527-5; idem, L’or de l’Egypte Ancienne. Sélection du Reader's digest, Bagneux 2000, ISBN 2-7098-1188-X; idem, Comorile faraonilor. Aquila 2000; idem, A fáraók aranya, Budapest 2000, ISBN 963-590-138-0; idem, El oro de los faraones. Editorial Libsa, Alcobendas, Madrid 2001, ISBN 84-662-0128-9.
- Karl Pörnbacher, Eberhard Thiem: Der Kreuzweg der hl. Crescentia von Kaufbeuren. Kunstverlag Fink, Lindenberg im Allgäu 2008, ISBN 3-89870-476-9.
- Eberhard Thiem, Karl Pörnbacher: Crescentiakloster Kaufbeuren. Kunstverlag Fink, Lindenberg im Allgäu 1996, ISBN 3-931820-02-5.
- Karl Pörnbacher, Isabella Wagner, Eberhard Thiem: Crescentia Höss von Kaufbeuren, 1682–1744. A. H. Konrad, Weissenhorn 1993, ISBN 3-87437-352-5.
- Wilfried Seipel, Kunsthistorisches Museum Wien: Gold der Pharaonen – eine Ausstellung des Kunsthistorischen Museums Wien, Kunsthistorisches Museum, 27. November 2001 bis 17. März 2002. Skira, Milano 2001, ISBN 88-8491-078-1.
- Andrea-Christina Thiem: Am Hofe des Pharao – von Amenophis I. bis Tutanchamun. (Katalog zur Ausstellung im Palais del Arte, 4. Mai – 27. Oktober 2002), Palacio del Arte, Palma de Mallorca 2002.
- Meinrad Maria Grewenig, Weltkulturerbe Völklinger Hütte – Europäisches Zentrum für Kunst und Industriekultur:  PharaonenGold 3.000 Jahre altägyptische Hochkultur (Ausstellungskatalog Völklinger Hütte), Edition Völklinger Hütte in der Edition Cantz, Esslingen 2019, ISBN 3-947563-40-X.